# Židovský hřbitov v Březnici
Židovský hřbitov leží severně od Březnice v okrese Příbram přibližně v polovině cesty na Přední Poříčí při silnici. Založen byl již před rokem 1617, pohřebiště však bylo doloženo již v předchozím století. Je chráněn jako kulturní památka České republiky.

## Popis a historie
V polovině 19. století byl areál hřbitova rozšířen. Vstup je z východní strany, v severní části stojí rekonstruovaná márnice. Čitelné náhrobky se dochovaly z druhé poloviny 17. století, poslední pohřby proběhly před nástupem nacistické okupace. Areál od roku 1995 patří k majetku ŽO Praha, která nechala provést také opravu ohradní zdi.